# Hot Dub
Hot Dub – szósty album studyjny jamajskiej sekcji rytmicznej Sly & Robbie.
Płyta została wydana w roku 1984 przez holenderską wytwórnię Keytone Records. Nagrania zarejestrowane zostały w studiu Aquarius w Kingston, a także częściowo w Electric Lady Studio w Nowym Jorku. Ich produkcją zajął się Henny Vrienten.

## Lista utworów

### Strona A
1. "Kingston Rock"
2. "Politicians"
3. "Now I Know"
4. "Let's Get Together"

### Strona B
1. "Policeman"
2. "Listen To The Bop"
3. "Right"
4. "I & I"